# Service Motors

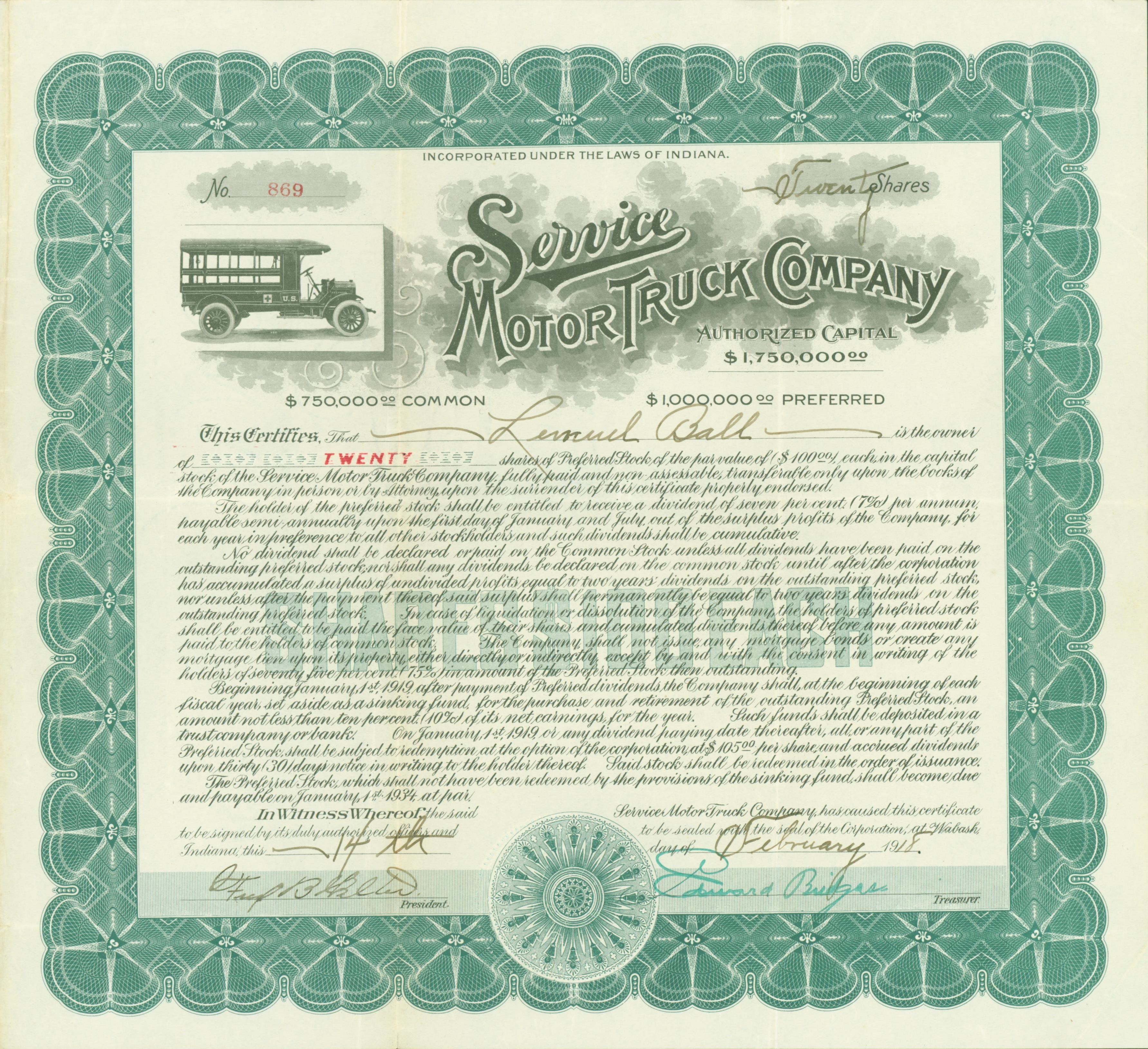
Aktie der Service Motor Truck Company vom 14. Februar 1918

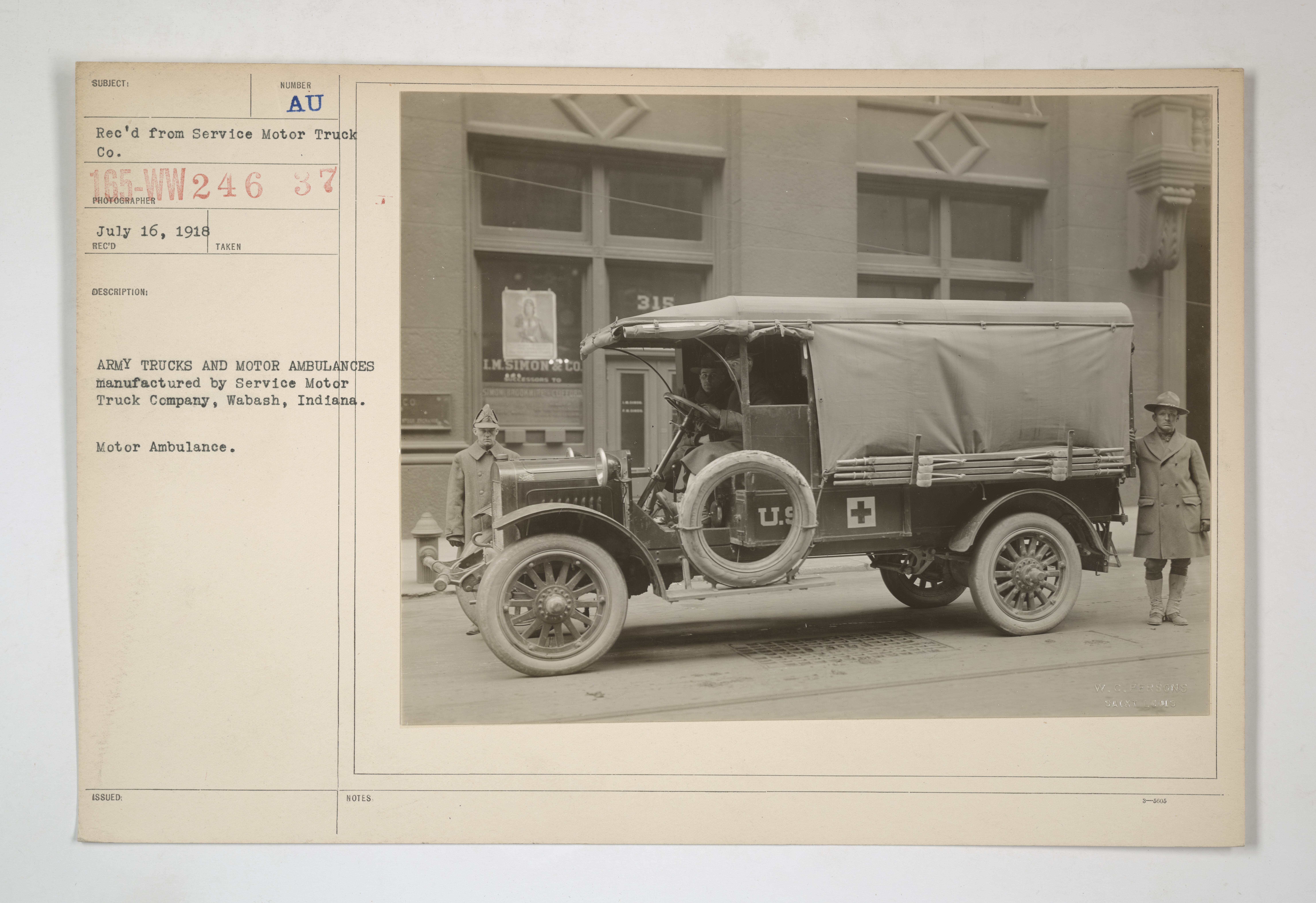
Krankenwagen

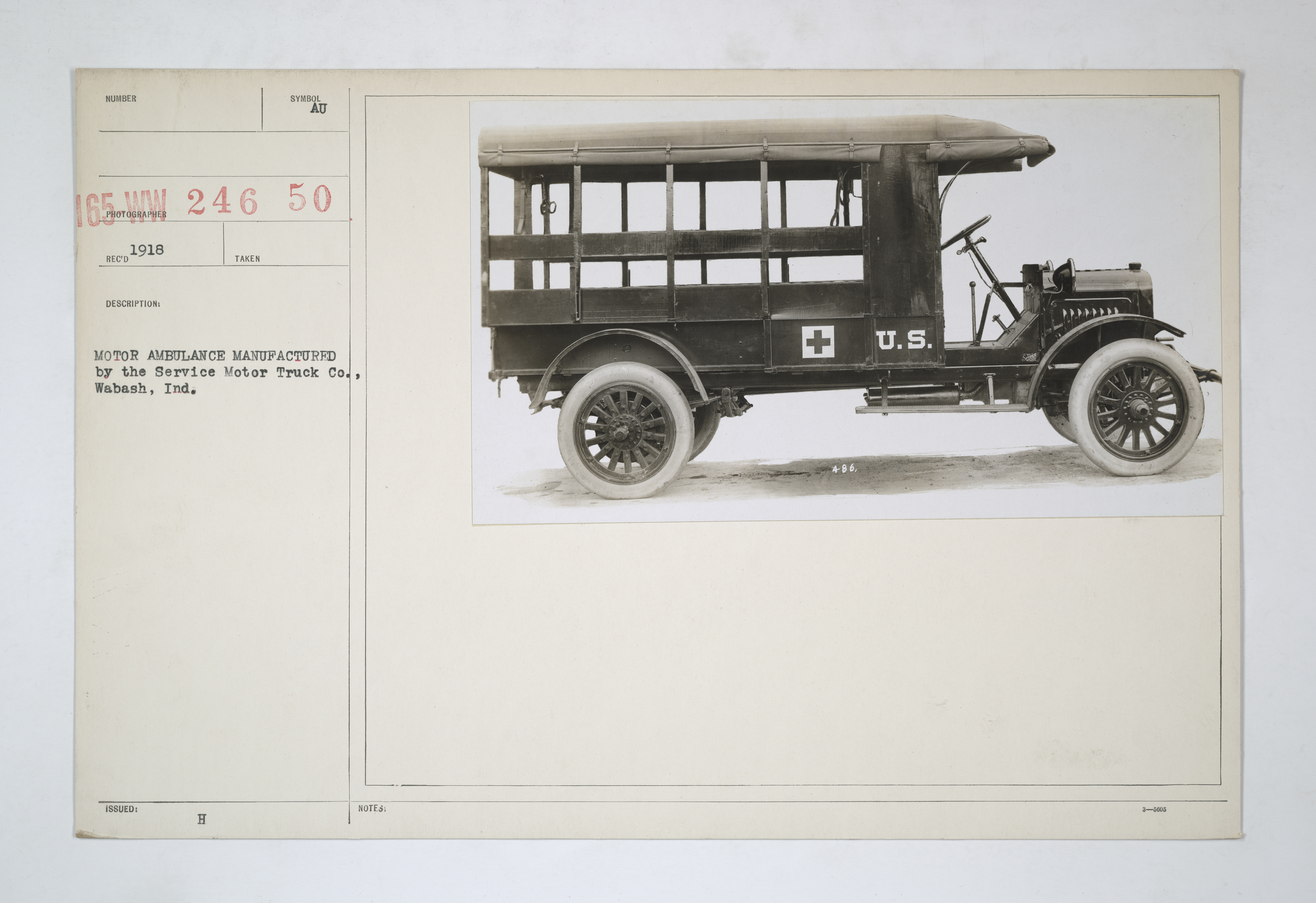
Krankenwagen

Service Motors Inc., vorher Service Motor Car Company und Service Motor Truck Company, war ein US-amerikanischer Hersteller von Kraftfahrzeugen.

## Unternehmensgeschichte
Die Service Motor Car Company wurde 1911 gegründet. Der Sitz war zunächst in Chicago und das Werk in Kankakee, beides in Illinois. Im gleichen Jahr begann die Produktion von Nutzfahrzeugen und Personenkraftwagen. Der Markenname lautete Service. Noch 1911 wurde die Pkw-Produktion wieder eingestellt.
1912 zog das Unternehmen nach Wabash in Indiana. 1914 änderte sich die Firma in Service Motor Truck Company. 1923 erfolgte die Umfirmierung in Service Motors Inc.
1926 übernahm die Relay Motors Corporation das Unternehmen und setzte die Produktion in ihrem Werk in Lima in Ohio unter Beibehaltung des Markennamens fort. Die Verkaufszahlen fielen 1928 auf 80 Fahrzeuge und im Folgejahr auf die Hälfte. 1932 endete die Produktion.

## Fahrzeuge
Der Pkw hatte einen Vierzylindermotor. Er trieb über ein Friktionsgetriebe und zwei Ketten die Hinterachse an. Das Fahrgestell hatte 249 cm Radstand. Der Aufbau war ein Runabout mit zwei Sitzen.
Von den frühen Lastkraftwagen wurden einige an die United States Army geliefert. Erwähnt ist ein Eintonner-Typ, der als Krankenwagen geliefert wurde. Sie hatten Vierzylindermotoren von Buda. Service baute 1918 außerdem 337 LKW vom Typ Liberty Truck.
Das erste Nutzfahrzeug wurde Model A genannt. Es hatte einen Vierzylindermotor, der mit 22,5 PS eingestuft war, und ein Friktionsgetriebe. Die Motorleistung wurden letztendlich per Ketten auf die Hinterräder übertragen. Das Fahrzeug im Stile eines Highwheeler hatte dünne Vollgummireifen. 1917 standen fünf verschiedene konventionelle Lkw mit Nutzlasten von 1 bis 5 Tonnen im Sortiment. Sie hatten einen Buda-Vierzylindermotor und wahlweise ein Drei- oder ein Vierganggetriebe. 1920 ergänzte ein kleineres Modell mit 750 kg Nutzlast und Gummireifen das Angebot.